# 皮坦蓋拉斯 (聖保羅州)

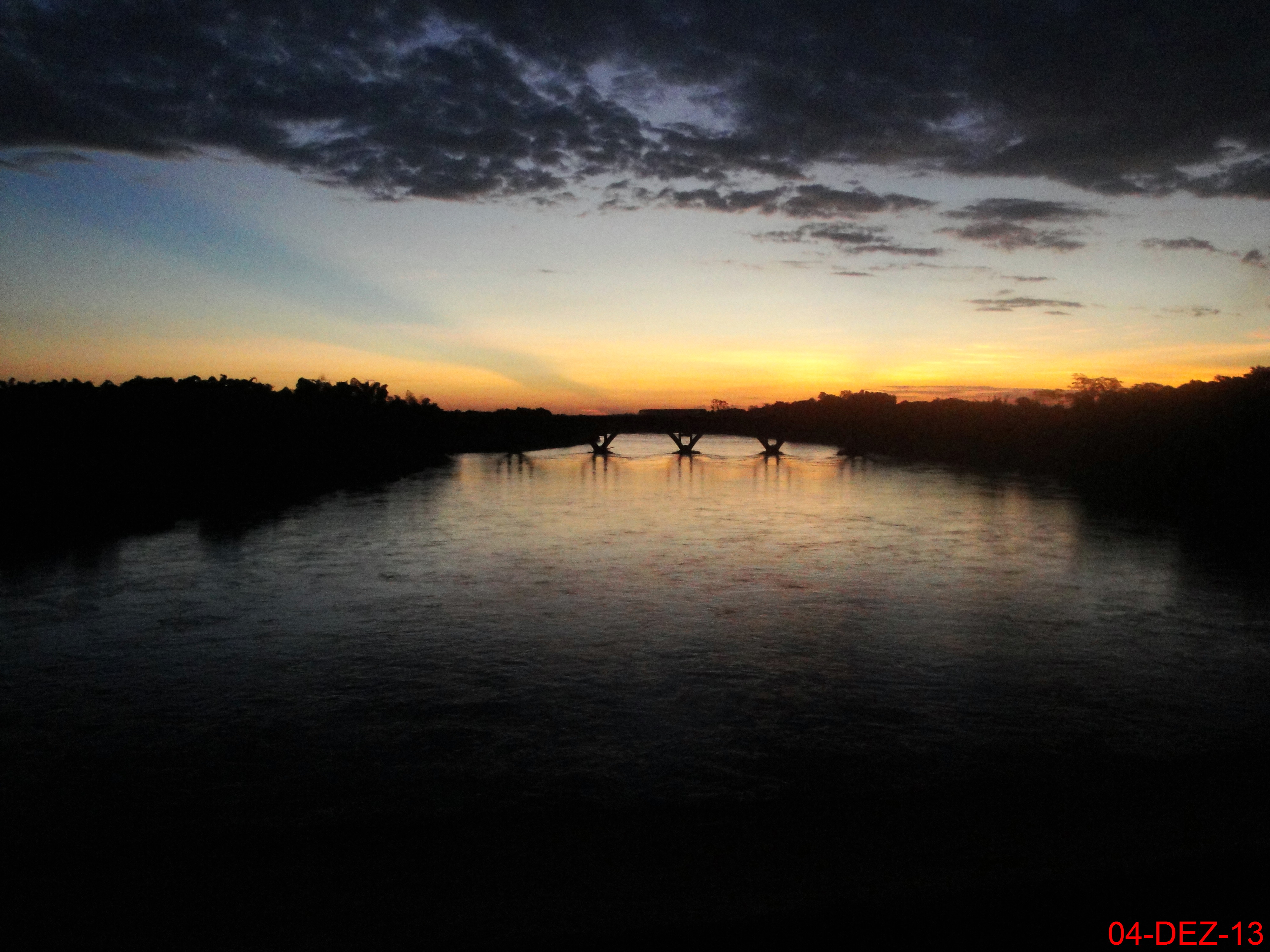
皮坦蓋拉斯

21°00′34″S 48°13′18″W / 21.00944°S 48.22167°W
皮坦蓋拉斯（葡萄牙語：Pitangueiras），是巴西的城鎮，位於該國南部，由聖保羅州負責管轄，始建於1868年7月27日，面積430平方公里，海拔高度512米，2010年人口35,314，人口密度每平方公里82.21人。